# 8592 Rubetra
8592 Rubetra eller 1188 T-1 är en asteroid i huvudbältet som upptäcktes den 25 mars 1971 av den nederländsk-amerikanske astronomen Tom Gehrels och det nederländska astronomparet Ingrid van Houten-Groeneveld och Cornelis Johannes van Houten vid Palomarobservatoriet. Den är uppkallad efter fågeln Buskskvätta.
Asteroiden har en diameter på ungefär 4 kilometer.